# Ignaz Fertig
Ignaz Fertig (* 1809 bei Aschaffenburg; † 1858 in München) war ein deutscher Lithograph.
Ignaz Fertig erhielt ab 1829 eine Ausbildung auf der Zeichenschule in Aschaffenburg, danach in einer lithographische Anstalt in Hanau und ging dann nach München, wo er als Lithograph am Lithographischen Institut von Gottlieb Bodmer tätig war. Ab 1832 besuchte er die dortige Kunstakademie.
Er fertigte u. a. zahlreiche Lithographie-Porträts gehobener Persönlichkeiten, darunter von Mitgliedern des bayerischen Königshauses, ferner Reproduktionen nach Gemälden der Alten Pinakothek in München.
1947 wurde nach ihm die Fertigstraße in München-Solln benannt.